# 17 Brygada Piechoty (UHA)
17 Brygada Piechoty – oddział piechoty Ukraińskiej Armii Halickiej (Buczacka), której formowanie nie zostało ukończone.
W czerwcu 1919 Naczelna Komenda UHA z gen. Ołeksandrem Hrekowem podjęła decyzję utworzenia 8 nowych brygad piechoty, wchodzących w skład dwóch korpusów – IV i V.
W czasie ofensywy czortkowskiej utworzono sztaby i rozpoczęto formowanie 14 Stanisławowskiej, 15 Terebowlańskiej, 16 Czortkiwskiej, 17 Buczackiej, 18 Ternopilskiej i 21 Zbaraskiej brygad piechoty.
Jednak po przejściu Zbrucza sztaby rozformowano, a żołnierzy wcielono do innych jednostek UHA. Dowócą brygady mianowany został mjr Iwan Hrabowenśkyj.